# Tiếng Fang
Tiếng Fang là một ngôn ngữ Bantu tại Gabon và Guinea Xích Đạo. Thứ tiếng này có quan hệ gần với tiếng Bulu và Ewondo tại Miền Nam Cameroon. Fang được nói ở miền bắc Gabon, nam Cameroon, và khắp Guinea Xích Đạo. Nó là ngôn ngữ trong bài hát Zangalewa, mà Shakira đã lấy sample cho "Waka Waka (This Time For Africa)".
Có nhiều biến thể của tiếng Fang ở Gabon và Cameroon. Maho (2009) liệt kê Tây Nam Fang như một ngôn ngữ riêng biệt. Những phương ngữ khác là Ntumu, Okak, Make, Atsi (Batsi), Nzaman (Zaman), Mveny.
Một số câu nói tiếng Fang thường gặp, được dùng tại vùng Oyem của bắc Gabon:
- Hello (với một người) = M'bolo
- Hello (với nhiều người) = M'bolani
- Bạn khỏe không? = Y'o num vah?
- trả lời (Tôi khỏe) = M'a num vah
- Bạn đang đi đâu vậy = Wa kuh vay?
- Tôi đang đi về nhà = Ma kuh Andah
- Tôi đang đi tới trường = Ma ke see-kolo
- Tôi đói = Ma woh zeng
- Tôi bị bệnh = Ma kwan
- Tôi hiểu tiếng Pháp = Ma wok Flacci
- Tôi không hiểu tiếng Fang = Ma wok ki Fang
- Tôi không nói tiếng Fang = Ma kobe ki Fang
- Ban đã nói gì = Wa dzon ah dzeh?
- Tôi đã nói... = Ma dzon ah...
- Tôi muốn ăn = Ma cuma adji
- Cảm ơn = Akiba